# 왕젠민
왕젠민(중국어: 王建民, 병음: Wáng Jiànmín, 한자음: 왕건민, 1980년 3월 31일~)은 대만의 야구 선수, 지도자이다. 2000년 스태튼아일랜드 양키스와 아마추어 자유계약선수로 계약을 맺었다. 2006년과 2007년 양키스 선발투수로 활약하면서 이름을 알리게 되었는데 두 해 모두 선발로만 19승(역대 메이저리그 아시아인 단일 시즌 최다 선발승 타이)을 기록하여 박찬호에 이어 프로에서의 경험이 전무한 채  메이저리그에 진출한  두 번째 동양인 두자릿수 선발승 경력자가 됐다. 2009년 시즌 끝으로 방출되어 2010년 2월, 워싱턴 내셔널스로 입단하였다.

## 대만 국가대표팀
2002년 아시안 게임에서 대만 국가대표팀의 투수로 활약했다. 2004년 선수단의 에이스로서 2004년 아테네 올림픽에 타이완 야구대표팀이 진출하는 데 일조한다. 오스트레일리아를 상대로 3안타에 볼넷없이 잘 던져 승리투수가 되었다. 일본을 상대로 6이닝 동안 5안타로 막았지만, 7회 3점을 내주면서 동점을 허용했고 이 경기에서 대만은 일본에 패배했다.
대만 출신으로는 세 번째 메이저 리그 무대를 밟았는데, 이는 다저스 외야수 첸진펑, 투수 챠오 진 후이 다음이다. 그가 2006년 월드 베이스볼 클래식에 불참을 선언했음에도 불구하고 대만에서 왕젠민의 인기는 절대적이다. 타이완 전역에서 그의 선발등판 경기는 전국에 실시간으로 중계되고 있다. 이러한 유명세에 힘입어 타임지는 그를 영향력있는 100명의 인물에 올려놓기도 했다.

## 뉴욕 양키스
왕젠민은 양키스의 마이너 시스템(스테이튼 아일랜드 양키스)을 거쳤다. 왕은 스테이튼 아일랜드 팀에서 1.75의 평균자책점을 기록했으며 이는 팀의 창단 이래 두 번째로 낮은 기록이었다. 2003년 올스타 퓨처스 게임에 출전하기도 했다.

### 2005년
2005년 왕젠민은 양키스의 트리플 A 팀 콜럼버스 클리퍼스에서 메이저로 승격되었다. 왕젠민은 18경기에 뛰었으나 부상을 입어 임시 보직으로 활약했다. 2005년 기록은 8승 5패 평균자책점 4.02였다. 2005년 9월 19일 한 게임에서 9개의 보살을 기록하면서 메이저 리그 타이 기록을 세웠다. 에인절스를 상대로 한 플레이오프에서 왕은 6.2이닝을 투구, 1실점만 하였다. 왕젠민의 호투에도 불구하고 양키스는 시리즈를 내주었다.

### 2006년
2006년 한 해에 걸쳐 왕젠민은 양키스의 에이스로 자리매김했다. 19승(요한 산타나와 동률)으로 리그 1위, 평균자책점 3.63을 기록했다. 6월 3일 볼티모어 오리올스를 상대로 세이브를 기록하기도 했다. 완투시합 2회(6월 18일 워싱턴 내셔널스의 라이언 짐머맨에게 리드오프 홈런을 허용, 2-3으로 패배했음)를 기록했다. 6월 28일 2안타 홈경기에서 템파베이 데빌 레이스를 상대로 첫 완봉승을 기록했다. 그 다음 선발 등판에서 토론토 블루 제이스를 상대로 18개 땅볼 아웃을 잡으며 8이닝 무실점을 기록한다. 당시 기온이 좀 낮고 투구수를 적게 가져갔다면 2연속 완봉승을 기록할 수도 있었다. 왕은 디비전 시리즈에서 디트로이트 타이거스를 상대하여 1차전 선발로 던졌다. 팀은 8-4로 승리했고 왕은 1승을 챙겼다.
왕의 2006년 , 팀이 동점 상황일 때 피안타율 .211을 기록했고 접전일 경우 또는 이닝 후반부는 .205를 기록했다. 탬파베이 데빌 레이스는 왕을 상대로 .159의 타율을 기록했다. (왕은 탬파베이를 네 번 만나 3승을 거두었다) 왕은 탬파베이에게 9이닝에 홈런 0.5개 꼴로 큰 것을 허용하지 않는 모습을 보여주었다. 왕은 1개 플라이볼 아웃 대비 2.68개의 땅볼 아웃 비율을 보였고 리그에서 땅볼 아웃 비율이 가장 컸다.(62.8퍼센트)
시즌 후 왕은 2위표 15개에 51점을 획득, 요한 산타나에 이어 사이영상 투표에서 2위를 차지했다. 아메리칸리그 최우수선수 투표에서는 2점을 얻어 9위를 차지했다.(2006년 아메리칸리그 최우수선수는 저스틴 모노가 차지했음) MLB.com에서 왕은 47퍼센트의 팬 지지율로 2006년 최고의 선발 투수로 선정되었다.

### 2007년
왕은 2007년 오른팔 햄스트링 이상으로 부상자 명단에서 시즌을 시작했으며 4월 24일에 빅리그에 복귀했다. 2007년 5월 5일 시애틀 매리너스를 상대로 8회 1사까지 퍼펙트 게임을 기록하고 있었으나, 벤 브로사드에게 홈런을 맞고 대기록이 무산되었다. 6월 17일 뉴욕 메츠를 상대로 8.2이닝을 던져 삼진 10개 6안타에 투구수 113개를 기록한다. 8월 30일 보스턴 레드삭스를 상대로 마이크 로웰에게 안타를 맞기 전까지 노히트 게임을 기록했다. 이 경기에서 양키스는 조바 챔벌레인과 에드워 라미레스의 적시타에 힘입어 보스턴을 5-0으로 이겼다.
2007년 양키스의 선발진은 로저 클레멘스, 마이크 무시나, 앤디 페티트 등 베테랑들이 많았지만 왕은 여전히 에이스급 투구를 펼쳤다. 19승으로 리그 다승 2위, 2년 연속 승률로 전체 3위(.731), 폭투 9위, 사구(死球) 8개로 10위, 수비율 1.000을 기록했다. 리그 9이닝 대비 홈런 허용률 최저(0.41), 땅볼 유도율 3위(58.5퍼센트), 플라이볼 아웃 대비 땅볼아웃 비율 3위(2.51)를 기록했다. 삼진의 경우 9이닝당 4.7로 리그에서 다섯 번째로 낮은 수치였다.

### 2008년
2008년 왕첸밍은 필 휴즈, 이안 케네디, 마이크 무시나, 앤디 페티트의 선발진을 이끄는, 양키스의 에이스 역할을 맡았다. 양키 스타디움에서 펼쳐진 마지막 개막전에서 토론토 블루 제이스를 상대로 7이닝 2실점 첫 승을 기록했으며 왕은 지난 3년간 어떤 메이저 리그 투수들보다도 많은 승수를 기록했었다.

### 2009년
2009년 초반 부진 후 여름에 부상을 입으면서 DL 명단에 등재, 활약할 기회가 많지 않았다. 결국 12월 중순 뉴욕 양키스에서 방출되었다.(논텐더 명단 등재) 왕은 '크리스마스 전까지는 방출되고 싶지 않았다'며 눈물로 기자회견을 했다. 그 후 10여개의 구단이 왕첸밍에 관심을 보였다.

## 스카우팅 리포트
강속구 투수이면서 기교파이며, 싱커와 포심 패스트볼이 주무기이며 여기에 슬라이더, 체인지업, 스플리터를 섞어 던진다. 포심 패스트볼은 횡으로 휘는 움직임을 보이며 구속이 보통 92~95마일 사이에서 형성되고, 빠를 때는 98마일(157.7km/h)까지 속도가 상승한다. 왕을 에이스 반열에 올라서게 만든 무기는 싱커로 속도는 91~94마일 사이이며 스트라이크 존 근처에서 횡으로 움직이면서 속도가 매우 빠르다. 삼진을 잡기 위한 구질은 계속 기량이 상승하고 있는 슬라이더로, 손에서 떠날 때 직구와 거의 비슷하기 때문에 타자들은 혼란을 겪는다. 왕은 훌륭한 스플리터를 갖고 있지만 삼진 또는 병살타를 유도할 때만 사용한다. 왕젠민의 투구 성격은 적은 삼진에 높은 땅볼 유도율, 낮은 홈런 허용률, 효율적인 투구수 관리로 특징지을 수 있다. 효율적인 투구 스타일로 인해 그는 이닝 후반부에도 적은 수의 투구수를 계속 유지할 수 있다.
고국 및 마이너 리그에서 뛰던 시절 그는 포심 패스트볼, 체인지업, 스플리터를 주로 던졌으나, 마이너 리그 트리플 A 투수코치였던 닐 앨런, 포수 살 파사노의 조련으로 싱커를 다듬어 자신의 주무기로 만들었다.
2008년 전까지 왕은 투구의 90퍼센트를 싱킹 패스트볼로 던졌다. 그러나 결과가 안 좋게 나오기 시작하자 그는 2007년 아메리칸 리그 디비전 시리즈부터 슬라이더와 체인지업을 배합하기 시작했다. 2008년 개막 후 3경기 등판에서 왕은 투구 중 슬라이더는 15퍼센트, 체인지업은 8퍼센트 정도를 던졌다.

## 통산 기록
| 연 도          | 소 속          | 나 이          | 승 리 | 패 전 | 승 률 | 평 자 책 | 출 장 | 선 발 | 완 투 | 완 봉 | 세 이 브 | 홀 드 | 이 닝 | 피 안 타 | 피 홈 런 | 볼 넷 | 고 4 | 탈 삼 진 | 몸 맞 | 보 크 | 폭 투 | 실 점 | 자 책 | 타 자 수 | W H I P |
| -------------- | -------------- | -------------- | ----- | ----- | ----- | -------- | ----- | ----- | ----- | ----- | -------- | ----- | ----- | -------- | -------- | ----- | ---- | -------- | ----- | ----- | ----- | ----- | ----- | -------- | ------- |
| 2005           | NYY            | 25             | 8     | 5     | .615  | 4.02     | 18    | 17    | 0     | 0     | 0        | 0     | 116.1 | 113      | 9        | 32    | 3    | 47       | 6     | 0     | 3     | 58    | 52    | 486      | 1.25    |
| 2006           | NYY            | 26             | 19    | 6     | .760  | 3.63     | 34    | 33    | 2     | 1     | 1        | 0     | 218.0 | 233      | 12       | 52    | 4    | 76       | 2     | 1     | 6     | 92    | 88    | 900      | 1.31    |
| 2007           | NYY            | 27             | 19    | 7     | .731  | 3.70     | 30    | 30    | 1     | 0     | 0        | 0     | 199.1 | 199      | 9        | 59    | 1    | 104      | 8     | 1     | 9     | 84    | 82    | 823      | 1.29    |
| 2008           | NYY            | 28             | 8     | 2     | .800  | 4.07     | 15    | 15    | 1     | 0     | 0        | 0     | 95.0  | 90       | 4        | 35    | 1    | 54       | 3     | 0     | 0     | 44    | 43    | 402      | 1.32    |
| 2009           | NYY            | 29             | 1     | 6     | .143  | 9.64     | 12    | 9     | 0     | 0     | 0        | 0     | 42.0  | 66       | 7        | 19    | 1    | 29       | 2     | 0     | 3     | 46    | 45    | 206      | 2.02    |
| 2011           | WSN            | 31             | 4     | 3     | .571  | 4.04     | 11    | 11    | 0     | 0     | 0        | 0     | 62.1  | 67       | 8        | 13    | 0    | 25       | 1     | 0     | 2     | 35    | 28    | 264      | 1.28    |
| 2012           | WSN            | 32             | 2     | 3     | .400  | 6.68     | 10    | 5     | 0     | 0     | 0        | 0     | 32.1  | 50       | 5        | 15    | 0    | 15       | 3     | 0     | 5     | 24    | 24    | 158      | 2.01    |
| 2013           | TOR            | 33             | 1     | 2     | .333  | 7.67     | 6     | 6     | 0     | 0     | 0        | 0     | 27.0  | 40       | 5        | 9     | 0    | 14       | 0     | 0     | 2     | 24    | 23    | 123      | 1.82    |
| 2016           | KC             | 36             | 6     | 0     | 1.000 | 4.22     | 38    | 0     | 0     | 0     | 0        | 0     | 53.1  | 60       | 6        | 18    | 0    | 30       | 2     | 0     | 1     | 27    | 25    | 231      | 1.46    |
| MLB 통산 : 9년 | MLB 통산 : 9년 | MLB 통산 : 9년 | 68    | 34    | .667  | 4.36     | 174   | 126   | 4     | 1     | 1        | 0     | 845.2 | 918      | 65       | 252   | 10   | 394      | 27    | 2     | 31    | 434   | 410   | 3593     | 1.38    |

- 시즌 기록 중 굵은 글씨는 해당 시즌 최고 기록